# Bax (Haute-Garonne)
Bax (okzitanisch: Vaths) ist eine französische Gemeinde mit 99 Einwohnern (Stand: 1. Januar 2022) im Département Haute-Garonne in der Region Okzitanien (vor 2016 Midi-Pyrénées). Bax gehört zum Arrondissement Muret und zum Kanton Auterive. Die Einwohner werden Baxéens genannt.

## Geographie
Bax liegt etwa 29 Kilometer südsüdwestlich von Muret am Flüsschen Camedon und einigen seiner Zuflüsse. Umgeben wird Bax von den Nachbargemeinden Latrape im Norden, Canens im Osten, Lapeyrère im Südosten, Latour im Süden, Montesquieu-Volvestre im Westen und Südwesten sowie Mailholas im Nordwesten.

## Bevölkerungsentwicklung
| Jahr                       | 1962 | 1968 | 1975 | 1982 | 1990 | 1999 | 2006 | 2018 | 2019 |
| Einwohner                  | 95   | 70   | 80   | 50   | 65   | 81   | 86   | 88   | 92   |
| Quellen: Cassini und INSEE |      |      |      |      |      |      |      |      |      |

## Sehenswürdigkeiten

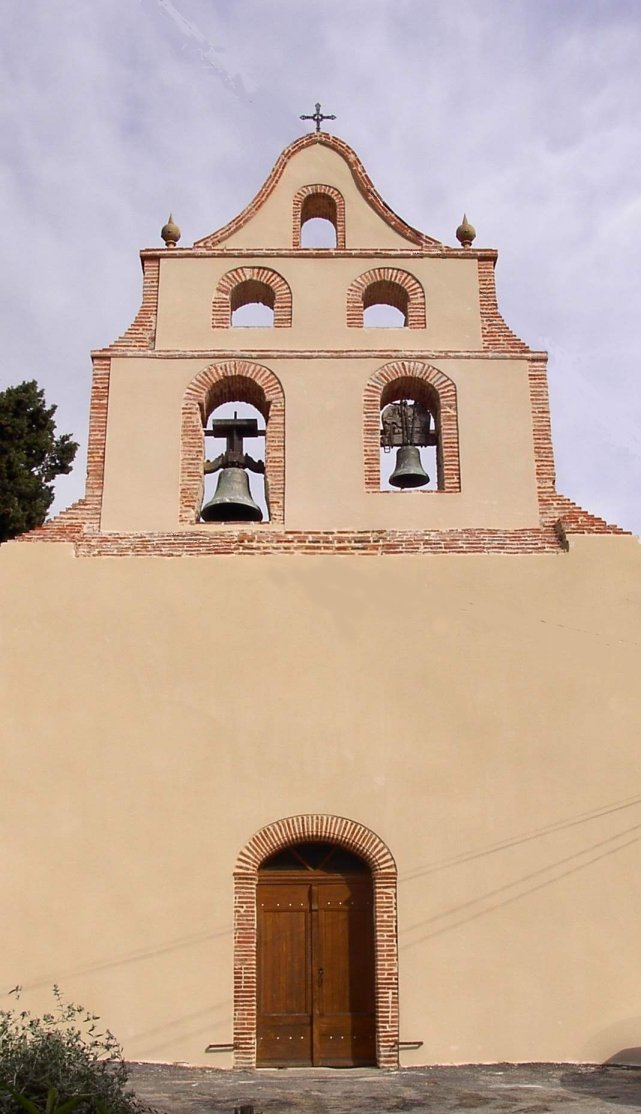
Kirche Saint-Ferréol

- Kirche Saint-Ferréol